# Улица Валентина
Улица Валентина (латыш. Valentīna iela) — улица в Курземском районе города Риги, в историческом районе Засулаукс. Пролегает в юго-западном направлении, от улицы Дрейлиню до улицы Тапешу у железнодорожной станции Засулаукс. При пересечении с улицей Маргриетас делает ступенчатый излом, образуя два отдельных Т-образных перекрёстка. С другими улицами не пересекается.
Общая длина улицы Валентина составляет 477 метров, в том числе 18 метров совпадает с трассой улицы Маргриетас. На всём протяжении асфальтирована, разрешено движение в обоих направлениях. Средняя ширина проезжей части — около 6 метров. Общественный транспорт по улице не курсирует.

## История
Улица Валентина впервые встречается в списках улиц города Риги в 1901 году под своим нынешним названием (нем. Valentinstrasse, рус. Валентиновская улица). Переименований улицы не было. Первоначально она пролегала только между улицами Тапешу и Маргриетас.
Участок восточнее улицы Маргриетас был запроектирован в начале XX века как продолжение улицы Мартиня, которое предполагалось проложить сквозь лесной массив Агенскалнские Сосны. Однако фактически к 1930-м годам был застроен лишь небольшой обособленный участок этой проектируемой улицы, а в 1939 году его присоединили к улице Валентина, которая таким образом получила свои нынешние границы.

## Примечательные объекты
На улице Валентина преимущественно сохранилась изначальная застройка первой половины XX века.
- Дом № 16 (до 2015 г. имел номер 3/5) — комплекс зданий бывшего производственного объединения «Сарканайс ритс» (до 1940 — «Рита»)[5], к 2018 году реконструирован в жилые и офисные помещения «Kalnciema kvartāla rezidences»[6].
  - Дом № 16 k-1 — «новый» корпус, построен для трикотажной фабрики «Сарканайс ритс» в 1959 году.
  - Дом № 16 k-2 — «старый» корпус, построен для швейной фабрики «Меркур» в начале 1910-х годов.

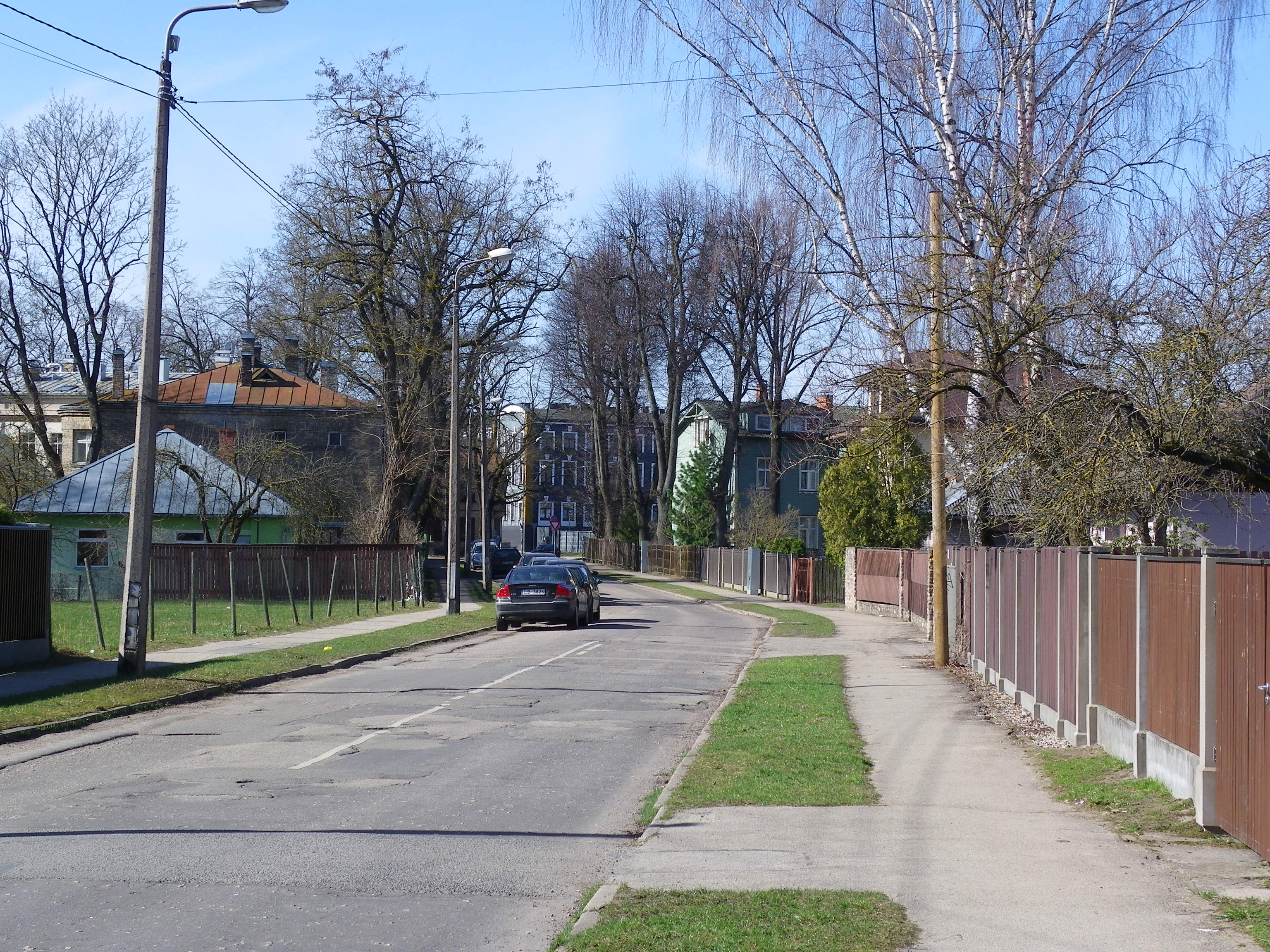
Вид от начала улицы
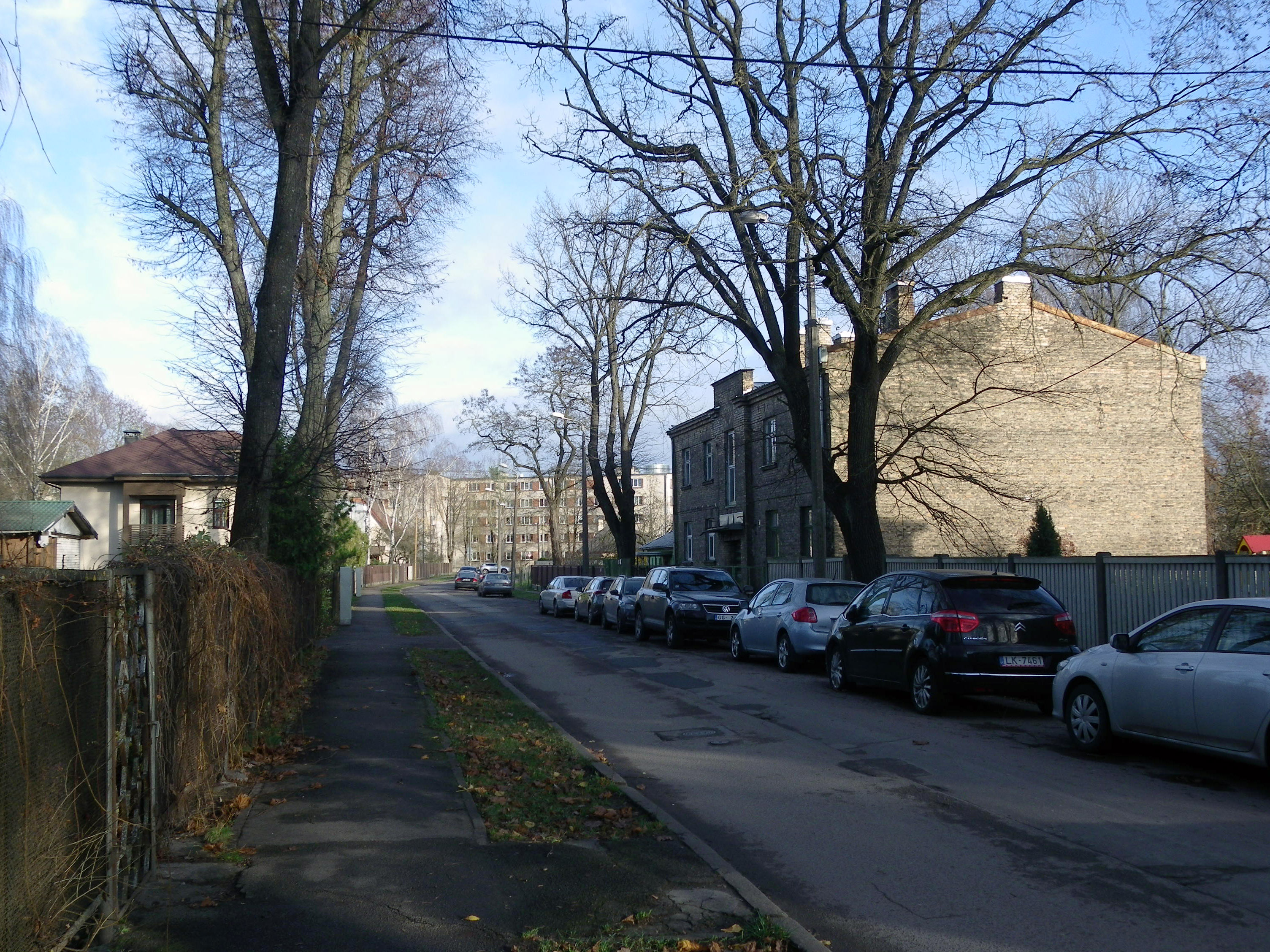
Вид в направлении ул. Дрейлиню
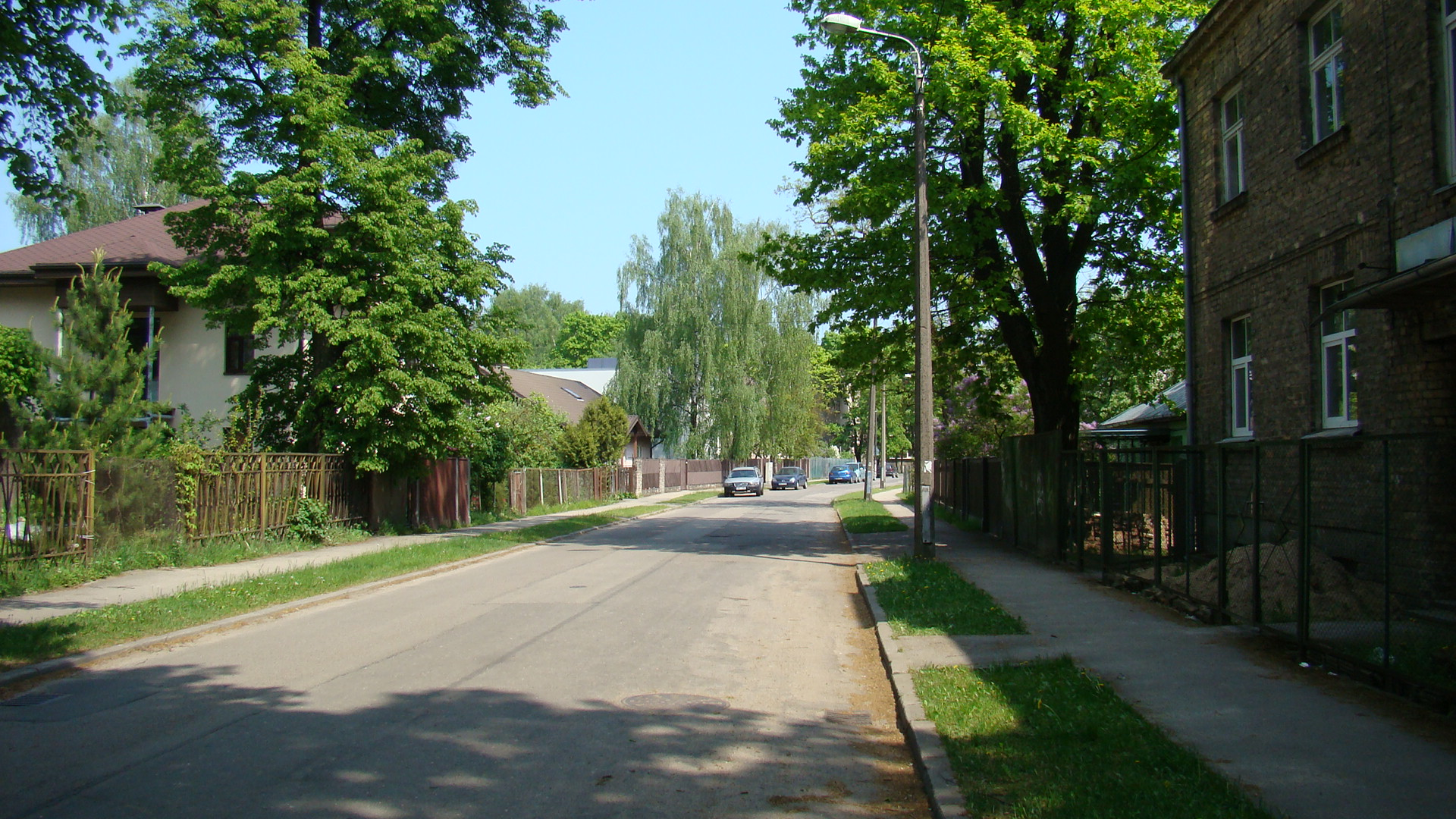
Вид в направлении ул. Дрейлиню
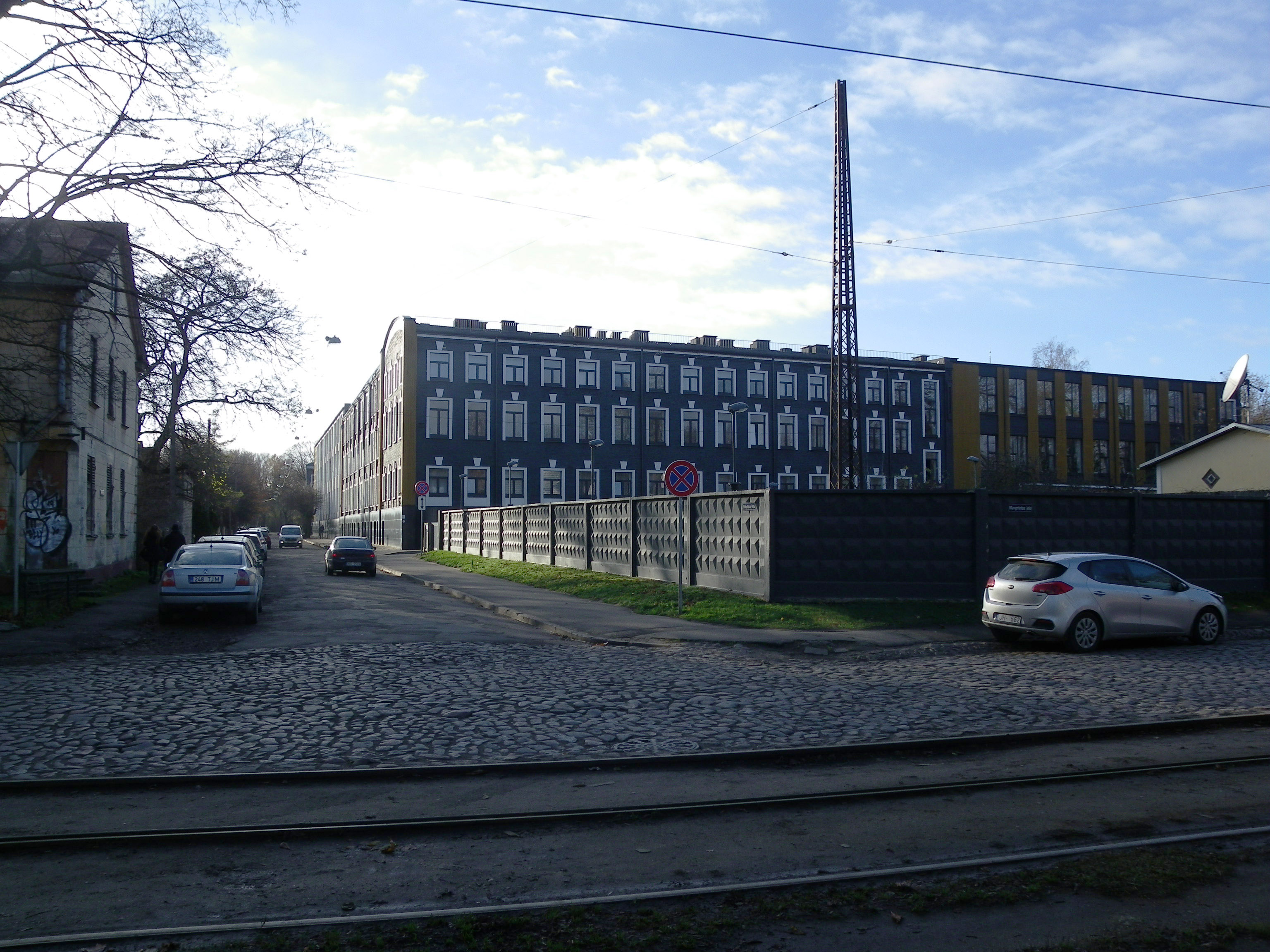
Вид в направлении ул. Тапешу